# 溫特哈芬 (加利福尼亞州)
溫特哈芬（英語：Winterhaven）是位於美國加利福尼亞州因皮里爾縣的一個人口普查指定地區。

## 地理
溫特哈芬的座標為32°44′22″N 116°38′05″W / 32.73944°N 116.63472°W，而該地最高點為海拔高度40米（即131英尺）。

## 人口
根據2010年美國人口普查的數據，溫特哈芬的面積為0.616平方千米，當中陸地面積為0.616平方千米，而水域面積為0.000平方千米。當地共有人口394人，而人口密度為每平方千米639人。